# Heteropoda teranganica
Heteropoda teranganica là một loài nhện trong họ Sparassidae.
Loài này thuộc chi Heteropoda. Heteropoda teranganica được Embrik Strand miêu tả năm 1911.